# Diócesis de Fort Portal
La diócesis de Fort Portal (en latín: Dioecesis Arcis Portal, en inglés: Roman Catholic Diocese of Fort Portal) es una circunscripción eclesiástica de la Iglesia católica en Uganda. Se trata de una diócesis latina, sufragánea de la arquidiócesis de Mbarara. Desde el 18 de marzo de 2003 su obispo es Robert Muhiirwa.

## Territorio y organización
La diócesis tiene 13 553 km² y extiende su jurisdicción sobre los fieles católicos de rito latino residentes en los distritos de Bundibugyo, Kyenjojo, Kabarole y Kamwenge en la región Occidental.
La sede de la diócesis se encuentra en la ciudad de Fort Portal, en donde se halla la Catedral de Nuestra Señora de las Nieves.
En 2021 en la diócesis existían 29 parroquias.

## Historia
La diócesis fue erigida el 21 de febrero de 1961 con la bula Cum sit omnis del papa Juan XXIII, obteniendo el territorio de la diócesis de Mbarara (hoy arquidiócesis).
El 9 de agosto de 1965 cedió una porción de su territorio para la erección de la diócesis de Hoima mediante la bula Quo aptius christifidelium del papa Pablo VI.
El 6 de marzo de 1989 cedió otra porción de su territorio para la erección de la diócesis de Kasese mediante la bula Uti eo facilius del papa Juan Pablo II.
Originalmente sufragánea de la arquidiócesis de Rubaga (hoy arquidiócesis de Kampala), el 2 de enero de 1999 pasó a formar parte de la provincia eclesiástica de la arquidiócesis de Mbarara.

## Estadísticas
Según el Anuario Pontificio 2022 la diócesis tenía a fines de 2021 un total de 958 483 fieles bautizados.
| Año                                                                             | Población            | Población | Población      | Sacerdotes | Sacerdotes    | Sacerdotes    | Bautizados por sacerdote | Diáconos permanentes | Religiosos | Religiosos | Parroquias |
| Año                                                                             | Bautizados católicos | Total     | % de católicos | Total      | Clero secular | Clero regular | Bautizados por sacerdote | Diáconos permanentes | Varones    | Mujeres    | Parroquias |
| ------------------------------------------------------------------------------- | -------------------- | --------- | -------------- | ---------- | ------------- | ------------- | ------------------------ | -------------------- | ---------- | ---------- | ---------- |
| 1970                                                                            | 200 186              | 571 000   | 35.1           | 10         | 10            |               | 20 018                   |                      |            |            | 12         |
| 1980                                                                            | 238 000              | 654 000   | 36.4           | 38         | 21            | 17            | 6263                     |                      | 25         | 215        | 13         |
| 1990                                                                            | 424 000              | 880 000   | 48.2           | 44         | 39            | 5             | 9636                     |                      | 44         | 265        | 9          |
| 1999                                                                            | 513 220              | 1 161 601 | 44.2           | 82         | 68            | 14            | 6258                     |                      | 54         | 190        | 16         |
| 2000                                                                            | 513 238              | 1 161 631 | 44.2           | 82         | 69            | 13            | 6259                     |                      | 50         | 189        | 17         |
| 2001                                                                            | 513 238              | 1 161 631 | 44.2           | 83         | 70            | 13            | 6183                     |                      | 50         | 245        | 18         |
| 2002                                                                            | 548 244              | 1 176 244 | 46.6           | 78         | 70            | 8             | 7028                     |                      | 45         | 155        | 18         |
| 2004                                                                            | 654 129              | 1 394 984 | 46.9           | 84         | 77            | 7             | 7787                     |                      | 46         | 307        | 19         |
| 2006                                                                            | 696 000              | 1 486 000 | 46.8           | 76         | 70            | 6             | 9157                     |                      | 48         | 314        | 19         |
| 2007                                                                            | 718 000              | 1 533 000 | 46.8           | 81         | 76            | 5             | 8864                     | 5                    | 52         | 314        | 20         |
| 2013                                                                            | 1 139 869            | 1 885 000 | 60.5           | 91         | 8             | 99            | 11 513                   |                      | 61         | 378        | 22         |
| 2016                                                                            | 1 016 861            | 2 537 415 | 40.1           | 118        | 111           | 7             | 8617                     |                      | 46         | 231        | 24         |
| 2019                                                                            | 1 103 892            | 2 794 665 | 39.5           | 117        | 103           | 14            | 9434                     |                      | 67         | 316        | 28         |
| 2021                                                                            | 958 483              | 2 386 511 | 40.2           | 123        | 108           | 15            | 7792                     |                      | 49         | 279        | 29         |
| Fuente: Catholic-Hierarchy, que a su vez toma los datos del Anuario Pontificio. |                      |           |                |            |               |               |                          |                      |            |            |            |

## Episcopologio
- Vincent Joseph McCauley, C.S.C. † (21 de febrero de 1961-16 de noviembre de 1972 renunció)
- Serapio Bwemi Magambo † (16 de noviembre de 1972-17 de junio de 1991 renunció)
- Paul Lokiru Kalanda † (17 de junio de 1991-18 de marzo de 2003 retirado)
- Robert Muhiirwa, desde el 18 de marzo de 2003